# Codemasters
Codemasters is een Britse computerspelontwikkelaar.
Codemasters werd in 1986 opgericht door Richard en David Darling (welke beiden werkten bij Mastertronic).
Hun eerste spel was de eerste episode in de Dizzy-serie. Daarnaast bracht het bedrijf software uit voor de Commodore 64, Commodore 16, BBC Micro, Acorn Electron, Amstrad CPC, Atari 8 bit, Commodore Amiga en de Atari ST.
Op 14 december 2020 werd een akkoord bereikt over overname door Electronic Arts voor 1,2 miljard Amerikaanse dollar.

## Nintendo
Codemasters wilde zijn spellen ook voor de NES uitbrengen, en begon met het maken van illegale NES-spellen. Deze illegale spellen waren te herkennen aan afwijkende kleur en vorm van de cassette.
In 1990 ontwikkelde Codemasters de spelcomputer genaamd Power Pak, welke later Game Genie werd. Nintendo bevond dat de Game Genie auteursrechten schond en spande Codemasters voor de rechter. Nintendo won de rechtszaak, waardoor Codemasters verplicht was te stoppen met productie en verkoop van de Game Genie.
De games die Codemasters heeft bedacht zijn onder andere Colin McRae Dirt 2 en Dirt 5, allebei racespellen.